# Acranthera ruttenii
Acranthera ruttenii är en måreväxtart som beskrevs av Cornelis Eliza Bertus Bremekamp. Acranthera ruttenii ingår i släktet Acranthera och familjen måreväxter. Inga underarter finns listade i Catalogue of Life.